# 維也納 (阿拉巴馬州)
維也納（英語：Vienna）是一個位於美國阿拉巴馬州皮肯斯縣的非建制地區。該地的面積和人口皆未知。

## 地理
維也納的座標為33°01′07″N 88°11′31″W / 33.01861°N 88.19194°W，而該地的平均海拔高度為43米（即141英尺）。